# Краёвцы
Краёвцы (польск.: Krajowcy, бел.: Краёўцы) — политическое течение первого двадцатилетия XX в. в Белоруссии и Литве, деятели которого (главным образом, коренное католическое и польскоязычное, среднезажиточное и зажиточное дворянство шести губерний Северо-Западного края Российской империи) объединили в своей программе автономистские («краевые»), либеральные и интернациональные лозунги.
Основной идеей краёвцев было введение в Российской империи административно-территориальной автономии для управления краем (с местным парламентом в Вильнюсе), что было необходимо для лучшего развития края, а военно-политический кризис в Российской империи в период Первой мировой войны трансформировался в идею государственной независимости земель бывшего Великого княжества Литовского
Идеология краёвцев получила название «краёвость» (или «краевая концепция», «краевая идея») и базировалась на идее нации граждан, согласно которой все коренные жители литовско-белорусского региона (земель бывшего Великого Княжества Литовского), независимо от их этнической и культурной принадлежности, являются «гражданами края» и должны сообща работать для его развития, процветания и политической субъектности.
Расширению движения краёвцев способствовало присоединение к нему лидеров различных этнокультурных и этнополитических движений  в литовско-белорусских губерниях (как правило — интеллигенции), которые сформировали либерально-демократическое течение (наряду с первоначальным либерально-консервативным течением, представленным среднезажиточным и состоятельным дворянством).
Движение краёвцев в межвоенный период (1918—1939) трансформировалось и поменяло своего преемника во Второй Речи Посполитой (Польша).

## Этимология термина
По мнению польского историка Зигмунда Юндзилла и белорусского историка Александра Смолянчука этимология термина «краёвцы» и «краёвость» происходит от термина «край», которым коренное польскоязычное и католическое дворянство обозначало земли бывшего Великого Княжества Литовского (по состоянию на 1771 — до первого раздела Речи Посполитой), которое внешними границами совпадало со всеми шестью литовско-белорусскими губерниями («Северо-Западного края») Российской империи:125. По словам польского историка Юлиуша Бардаха термин «край» происходит от термина «Северо-Западный край», который коренные дворяне называли просто «край» и точно ассоциировался с землями бывшего Великого Княжества Литовского (ВКЛ). Александр Смолянчук отмечает, что термин «краёвец» в произведениях краёвцев применяется как синоним слова «автохтон», «местный житель», что было характерно и для мемуаров местных дворян первой половины XIX в.:134—135.

## Предпосылки и возникновение
Источники «краевой концепции» на землях, входивших когда-то в состав ВКЛ, находятся глубже, чем перелом XIX—XX веков. «Краёвость» вытекала из памяти коренных дворян и интеллигенции о бывшем единстве этой территории (шести северо-западных губерний) во времена ВКЛ и стремления сохранить и укрепить это единство и дальше. Однако несомненно катализатором публичного проявления «краёвости» стали предпосылки и начало революции 1905—1907 годов, установившей в Российской империи конституционную монархию (была создана законодательная Государственная Дума, а функции Государственного Совета были изменены), и в особенности повлияло такое событие, как публикация Манифеста 17 октября 1905 года. Именно Манифест, который наделял жителей империи многими гражданскими свободами: неприкосновенностью личности, свободой совести, слова, собраний, создания организаций, права голоса и т. д. — позволил самой политически активной прослойке среднезажиточного и состоятельного дворянства Северо-Западного края официально сформировать с помощью дискуссии в печати свою идеологию («краёвость»). До этого момента данная идеология присутствовала только в частной полемике.
«Краевая концепция» выросла из стремления объединения в рамках шести литовско-белорусских губерний (Северо-Западного края) этнически и конфессионально разнородного, но взаимосвязанного территориально, культурно и исторически населения земель бывшего Великого Княжества Литовского (ВКЛ). Режим исключительных законов в Северо-Западном крае (в основном ограничительного и дискриминационного характера для «лиц польского происхождения»), введенный российской властью, ставший особенно тяжелым после подавления восстания 1863—1864 годов, сдерживал экономическое развитие литовско-белорусских земель. «Краевая идея» была патриотическим стремлением значительной части местных дворян и интеллигенции противостоять превращению своей земли в обычную окраину России или Польши. Она стала попыткой предотвратить превращение литовско-белорусских губерний (бывших земель ВКЛ) в провинциальную часть Российской империи. «Краёвцы» стремились превратить их в самостоятельный политический и культурный субъект, противостоять их русификации.
«Краёвцы» также постоянно критиковали идеи Польской национально-демократической партии (так называемых «эндеков»), так как видели в их националистической программе и деятельности этой партии в литовско-белорусских губерниях усилия, направленные исключительно во благо польских губерний Российской империи и поляков. «Эндеки» пропагандировали идеи отказа от возрождения полиэтнической Речи Посполитой в границах до её первого раздела (1772 год), а также идею отказа от многовековой унии Польского королевства и Великого княжества Литовского; выступали за формирование гомогенного по языку, религии и культуре польского государства — исключительно из этнически чистых польских земель (из тех, где доминировал польский язык среди сельского населения), и за удержание только тех небольших по размеру этнических территорий (частей Виленской, Гродненской и Волынской губерний), население которых можно было бы быстро ополячить. «Эндеки» не видели нужды поисков союзников среди литовцев, белорусов, украинцев и евреев. Помимо этого они отвергали мечты «краёвцев» о восстановлении ВКЛ как противоречащие польским интересам, так как считали, что в автономной «Литве» поляки останутся национальным меньшинством и это ухудшит их статус. «Эндеки» выступали за ассимиляцию непольского населения и укрепление польского национального сознания через насаждение польского языка в сфере образования и культуры:180—186.
Чеслав Янковский высказал своё мнение просто: «Давняя краевая идея была давней антитезой всеполяцкости». Этим он хотел сказать, что «краевая идея» была во многом продолжением так называемого «Литовского сепаратизма» в Речи Посполитой, когда шляхта ВКЛ сопротивлялась попыткам запада расторгнуть унию ВКЛ и Польского королевства и превратить Речь Посполитую из польско-литовской федерации в унитарное польское государство. Одним из важных факторов возникновения движения «краёвцев» была реакция на «муравьёвщину» — политику российских властей после восстания 1863—1864 годов по насаждению разногласий между католическими дворянами и православными крестьянами при помощи пропаганды того, что в «Северо-Западном крае» («северо-Западной России», «извечно русском крае») католики (главным образом, местные дворяне) являются «поляками», а местное православное население (в основном, крестьяне) являются «белорусами» и составной частью «единого русского народа». Роман Скирмунт (1868—1939), один из лидеров «краёвости», в своей книге «Голос минувшего и потребность момента. Положение дворянства на Литве и Руси» (1905) отмечал, что в ответ на пропольские призывы и мнения, распространяемые в начале XX века среди местного дворянства, возникла краевая концепция: «По выдуманной причине мы начали говорить, что живем в этом крае среди чужих, что мы являемся лишь форпостом, передовым гарнизоном Короны. <…> Родина наша там — над Вислой, откуда и управляют нашей политической жизнью, откуда нам присылают лозунги нужные и не нужные. Мы закрепились на этих землях и должны и дальше удержаться на них, работая на большую славу Короны»".
Духовной опорой должны были служить вспоминания прошлой истории земель, входивших в ВКЛ, и потребность поиска там своих не только генеалогических, но и культурных корней. Краевая идея тоже представляла в начале XX в. на литовско-белорусских землях своеобразный культурный феномен, сформированный на основе сентиментального отношения к исторической традиции ВКЛ. Сами идеологи краёвости говорили, что духовные источники их идей нужно искать в общем прошлом народов шести губерний Северо-Западного края во времена ВКЛ и Российской империи и в творчестве таких литераторов, как Адам Мицкевич, Владислав Сырокомля и Элиза Ожешко.
Коренное, главным образом, польскоязычное и католическое дворянство Северо-Западного считало себя наследником истории и традиций ВКЛ; осознавало, что оно является самой зажиточной, культурной и образованной частью общества «края», и заявляло, что именно ему принадлежит и дальше сохранять социальные и политические позиции в крае, заботясь о процветании всех других; искало себе новую роль, желая выступать самостоятельной единицей в контексте тогдашних событий.
Начало большой дискуссии относительно проблем и общего будущего северо-западных губерний, а также взаимоотношений местных народов способствовало формированию рядом с либерально-консервативным и либерально-демократического направления «краёвости», что стало причиной появления у «краевой концепции» новых граней и её широкого распространения в общественном дискурсе Северо-Западного края.

## Суть идей
Краевая концепция не имела единого конкретного автора, а родилась в результате дискуссии самых активных представителей коренного дворянства и интеллигенции, хотя и не имела в себе ничего искусственного.
Суть идеологии «краёвости» заключалась в том, что все, кто чувствует себя «гражданами Края», принадлежат к единой общности независимо от этнического происхождения, конфессиональной принадлежности и использования языка (польского, литовского, белорусского, русского или идиш). Патриотизм и любовь к своему краю считались идеологами краёвости (Болеславом Яловецким, Михалом Рёмером, Марианом Здзеховским, Романом Скирмунтом, Констанцией Скирмунт, Чеславом Янковским, Эдвардом Войниловичем, Людвиком Абрамовичем и другими) отличительными чертами принадлежности к одному «краевому» обществу, все «граждане» которого должны были работать на благо «Края». «Краёвцы» стремились добиться в Российской империи введения автономии управления своим краем (с местным парламентом в Вильнюсе), что, по их мнению, было нужно для лучшего развития «края». В условиях обострения конфликтов на этнополитической и языковой почве в шести северо-западных губерниях (особенно в Виленской) «краёвцы», желая решить проблему, призывали к толерантности и равенству всех языков, культур и вероисповеданий края, не обращая внимания на этнические различия. Болеслав Яловецкий и Михал Рёмер утверждали, что этносы в крае перемешались на протяжении веков и выработали «единые обычаи и единую национальную этику», хотя их тезис не получил широкого признания:20, 32, 133.
Неслучайно, что идеология «краёвости» пропагандировалась представителями местного католического дворянства, которых российские власти считали «поляками» и для которых чаще всего польский был основным языком, но они не отказались ещё полностью от самоопределения «литовец» (или по-польски «литвин») и «Литва». Под «краем» идеологи понимали шесть губерний Северо-Западного края, внешние границы которого почти совпадали с внешними границами ВКЛ до первого раздела Речи Посполитой в 1772 году, а местное (католическое и польскоязычное) дворянство было прямым преемником дворянства ВКЛ, которое отличало себя от поляков («короняжев») Польского королевства. Помимо этого «краёвцы» хотели, чтобы их «край» назывался «Литвой», а его общество — «литовцами» (или по-польски — «литвинами»), но не всегда объявляли это, потому что слово «литовец» в научной литературе и прессе всё больше относилось к балтоязычному населению Ковенской и части Виленской губерний:20—21. Кроме того, идеология «краёвости» была ответом на программу литовского (балтоязычного) движения с их идеей автономии балтоязычной Литвы «с прилегающими территориями», которая была утверждена на Великом Вильнюсском сейме в 1905:130. Поэтому идеологи и использовали эвфемизмы «край», «краёвость» и «краёвы» или новообразованный термин «литовские поляки».
Коренное дворянство через весь XIX век пронесло и передало от поколения к поколению идею возрождения былой федеративной польско-литовской Речи Посполитой, и даже большего — полной независимости от российского господства и унии с Польшей. Стремление к автономному управлению «краем» было продиктовано невозможностью добиться в тот момент полномасштабных целей. У исключительно редких пропагандистов краёвости можно обнаружить нежелание поддерживать связь с Польшей (Констанция Скирмунт и др.). После подавления восстания 1863—1864 годов и введения ограничительных законов против «дворян польского происхождения» в Северо-Западном крае идеи возрождения государственности переходили в категорию мечтаний. С другой стороны, требования автономии управления несли за собой понимание, что в этом случае в администрации края будут доминировать как раз влиятельные лица местного происхождения — представители коренного (католического и польскоязычного) среднезажиточного и состоятельного дворянства.
Характерной особенностью также было то, что подобной идеологии «краёвости» в тот же период (начало XX в.) не возникло у шляхты, проживающей в трёх украинских губерниях Российской империи (Киевской, Подольской и Волынской — так называемом Юго-Западном крае), территории которых по решению Люблинской унии были выделены из Великого княжества Литовского, Русского, Жематийского и с 1569 по 1772 годы входили непосредственно в состав Польской короны. Вместо неё там с средины XIX века среди выходцев из шляхетских семей набирало оборот украинофильство, многие представители которого позже стали известными деятелями украинского национального движения: Владимир Антонович, Владимир Шемет, Вацлав Липинский, Иван Присецкий, Лев Юркевич, граф Михаил Тышкевич и др. Тем не менее движение изначально несло некоторые социалистические и народовольческие черты, что не могло активно привлекать новых представителей из краевых элит, заставляя их одновременно как менять идентичность, так и отказываться от социального происхождения и католической религии. Потому не согласные с таким положением во главе с Липинским использовали опыт краёвцев для создания такого компромиссного формата идентичности, как «украинцы польской культуры». Под «польской культурой» подразумевалась преимущественно шляхетская культура, апеллируя как к украинскому происхождению большинства шляхты, из проживавшей в этих землях, так и к самым выдающимся и известным деятелям украинской истории, имевшим шляхетское происхождение.

## Фракции в движении
Среди краёвцев выделилась два направления: либерально-консервативное и либерально-демократическое. Однако краевая концепция была общей идеей как для консервативного, так и демократического течения краёвцев. Разница между консервативным и демократическим направлениями была не в конечной цели (процветание своего края, равноправие народов, общественная толерантность и сотрудничество), а в модели преобразований в ответ на вызовы стоявших перед краем проблем и в методах достижения этой цели. Наличие двух течений объяснялось тем, что коренное католическое дворянство литовско-белорусских губерний в конце XIX века делились на две основные прослойки — землевладельцы и городская интеллигенция (адвокаты, чиновники, врачи, учителя, ученые, инженеры, строители, коммерсанты и т.д.). Разность в экономических интересах смягчалась тем, что местные землевладельцы и интеллигенция были близки друг другу: городская интеллигенция либо происходила из обедневших дворян-землевладельцев, либо была связана семейными и личными (товарищескими) отношениями с землевладельцам. Среди землевладельцев преобладал консерватизм, а интеллигенция держалась прогрессивных, демократических взглядов.
Преобладали представители консервативного направления (Эдвард Войнилович, граф Ипполит Корвин-Милевский, епископ Эдвард Ропп, Роман Скирмунт, Констанция Скирмунт, Чеслав Янковский, Мариан Здзеховский, Тадеуш Дембовский, Павел Конча, Владислав Жуковский и др.). Краёвцы-консерваторы требовали у российской власти для своего края автономного политического и юридического статуса на основе лояльности к российской монархии и легальных средств политической борьбы, отрицая даже мысль о каком-либо вооруженном сопротивлении и выхода из-под власти империи. Краёвцы-консерваторы считали, что «поляки» в крае представлены исключительно местными автохтонными дворянами-помещиками, сильно связанными с интересами края и крестьянства, под которым понимались «литовцы» и «белорусы». По сути, термин «поляки» был для них политонимом (связывался с идеей возрождения «Польши» — бывшей федеративной Речи Посполитой), так как все они выступали за отделение своего «края» («Литвы», то есть земель бывшего Великого Княжества Литовского) от коренных польских губерний. Большинство сторонников этого течения было представлено коренным поместным среднезажиточным и состоятельным дворянством края, которое было сгруппировано в губернские аграрные общества (Минское общество сельского хозяйства, Виленское общество сельского хозяйства, Ковенское общество сельского хозяйства, Витебское общество сельского хозяйства, Могилевское общество сельского хозяйства и Гродненское общество сельского хозяйства). Самым активным в выработке консервативного направления краёвости было дворянство Минского общества, вторым по активности — Виленского. Естественно, что в решении аграрного вопроса в Северо-Западном крае и империи они выступали за сохранение за помещиками их земель и наделения крестьян землей из государственного фонда. Из краёвцев-консерваторов состояли объединения депутатов от Северо-Западного края в I—IV Государственных Думах и в Государственном Совете Российской империи (группа Западных окраин).
Краёвцы-демократы (Михал Ромер, братья Людвик и Витольд Абрамовичи, Болеслав Яловецкий, Тадеуш Врублевский, Александр Ледницкий, Бронислав Крыжановский, Тадеуш Дембовский, Александр Заштавт, Ян Пилсудский, Зигмунт Нагродский, Ян Клёт, Эдвард Соколовский, Рогинский и др.) Объявляли о своём глубоком сопротивлении всяким проявлениям согласия и лояльности к российским властям по вопросу автономии края, выступали за отчуждение земли помещиков в пользу крестьян. Именно часть краёвцев-демократов (во главе с Людвигом Абрамовичем, Тадеушем Дембовский и др.) отрицала догмат о тождественности «польскости» в литовско-белорусском крае с интересами дворян-землевладельцев, утверждая наличие здесь этнически польской интеллигенции и крестьянства и необходимости достойных условий для её культурного и экономического развития. Первоначально признали идеи «краёвости» и присоединились к краёвцам-демократам деятели белорусского национально-демократического движения (Иван Луцкевич, Антон Луцкевич, Вацлав Ивановский и Александр Власов), а только потом — литовское (балтоязычное) и еврейское движения. Деятели белорусского же национально-демократического движения дольше других сохраняли приверженность «краёвости». «Краевая» идея в 1912—1915 гг. стала составной частью идеологии белорусского национально-демократического движения:363—364.

## Периодика краёвцев
Главной газетой краёвцев либерально-консервативного направления стал «Kurier Litewski» (1905—1915), однако с 1911 года газета отказалась от пропаганды идеи «краёвости» и начала отдавать предпочтение идеям польской «народной демократии», то есть Польской национально-демократической партии («эндеков»), что было результатом сближения большей части краёвцев-консерваторов с «эндеками». Некоторое время издавалась газета «Głos Polski» (1907—1908), которая стала главным изданием консервативной Краевой партии Литвы и Беларуси (1907—1908).
Главной газетой краёвцев либерально-демократического направления стала газета «Gazeta Wileńska» (28.02.1906—07.08.1906), фактическим редактором которой стал Михал Ромер (1880—1945):139, 142. К либерально-демократическому течению также относились «Gazeta Krajowa» (1906, 1920—1922); основанная Михаилом Ромер газета «Przegląd Wileński» (1911—1915, 1921—1938), редактором которой был Людвик Абрамович; газета «Nasz Kraj» (1913, 1919); газета «Kurier Krajowy» (1912—1914); газета «Вечерняя газета» (1912—1915).

## Партии краёвцев
Для практической реализации своих идей через парламентскую деятельность «краёвцами» было создано несколько политических партий. К либерально-консервативной течения относилась «Краевая партия Литвы и Белоруссии» (1907—1908), а к либерально-демократического течения — Конституционно-католическая партия Литвы и Белоруссии (1906—1907) и Польский демократический союз Белоруссии (1907). К демократическому направлению краёвости относилось и общественное объединение Польский союз краевой работы (1907—1908), позже переименованное в Польский союз социальной работы:143—150, 235—238, 240.

## Доминирование консервативного течения в краёвости (1905—1910)
После издания царского манифеста от 6 августа 1905 о введении Государственной Думы как законосовещательного органа в Российской империи, лидеры Минского общества сельского хозяйства (Эдвард Войнилович, Александр Скирмунт, граф Ежи Чапский, князь Иероним Друцкий-Любецкий, Роман Скирмунт и др.) стали лидировать в разработке и реализации идей краёвости в их либерально-консервативном русле. Они первыми среди других сельскохозяйственных обществ Западного края сформулировали политическую программу к выборам в Думу, опубликованную 7 (20) октября 1905 на страницах газеты «Kurier Litewski» (№ 31, 1905 г.), и выступили с инициативой создания в будущей Думе отдельной фракции депутатов Западного края («Литвы и Руси»). Их программа призывала к консолидации всех политических сил Западного края, они постулировали необходимость либерально-консервативных реформ и введения автономии Западного края в рамкам Российской империи. Краёвцы видели своими союзниками прежде всего депутатов из польских губерний (Варшавского генерал-губернаторства).
После издания российским императором Николаем II манифеста 17 (30) октября 1905, придавшего провозглашённой ранее Государственной Думе (выборы в которую ещё не прошли) законодательный характер, лидерами МОСХ 17 (30) ноября 1905 г. было предложено создать либерально-консервативную «Краевую партию Литвы и Руси» для формирования в будущей Думе депутатской фракции «Краевой круг Литвы и Руси». Кроме того, они поддерживали идею русских либералов превратить Российскую империю в конституционную монархию. Первоначально в 1904—1906 годах «Краевая идея» была идеологией местных средне-зажиточных и зажиточных дворян (в основном, из Минской губернии), ставивших своей целью объединение сил сторонников развития и процветания «Литвы и Руси» (всего Западного края — Виленской, Ковенской, Гродненской, Минской, Витебской, Могилевской, Киевской, Волынской и Подольской губерний) как единого целого. Тогда как краёвцы-консерваторы являлись сторонниками «Ягеллонской идеи» — возрождения в отдаленном будущем государственного союза бывших земель Польского Королевства и Великого Княжества Литовского как федерации и конституционной монархии.
Однако «Краевая партия», которая бы консолидировала политические силы всего Западного края, не была создана, так как идеи краёвости не получили поддержки и отклика в украинских юго-западных губерниях (Киевской, Волынской и Подольской). Однако «Краевая идея» оказалась востребованной в литовско-белорусских губерниях: в начале 1906 рядом с либерально-консервативным направлением краёвости начало формироваться ещё одно — либерально-демократическое направление. Так, в 1905 Болеслав Яловецкий опубликовал книгу «Литва и её нужды. Национальный катехизис Литвы», а уже 15 (28) февраля 1906 г. в Вильно начала издаваться газета" Gazeta Wileńska "(1906), которая стала главным идейным центром краёвцев-демократов во главе с Михалом Ромером:133, 139. Именно они пропагандировали реализацию идеи краёвости исключительно в пределах литовско-белорусских губерний, на что краёвцы-консерваторы согласились только в 1907—1908 годах. Однако в 1907—1908 годах деятельность краёвцев-демократов была мало заметной из-за вынужденного отъезда из Российской империи в конце 1906 года их лидера Михаила Ромера.
20 февраля (5 марта) 1906 несколькими нормативными актами российский император Николай II ввел изменения структуры и принципов функционирования Государственного Совета Российской империи, который становился верхней палатой парламента, а Государственная Дума — нижней. Лидеры краёвцев-консерваторов, во главе которых стал Эдвард Войнилович, решили баллотироваться не только в верхнюю палату, с целью создать свои группы («коло») депутатов-краёвцев как в Государственной Думе, так и Государственном Совете, но и войти в коалицию с другими группами депутатов (в первую очередь — из западных и собственно польских губерний). Лидеры краёвцев-консерваторов, которые, как правило, были лидерами сельскохозяйственных обществ Западного края, решили баллотироваться в верхнюю палату парламента (Государственный Совет), которая была более престижной палатой, а менее влиятельные (и младшие по возрасту) члены обществ — в нижнюю палату (Государственную Думу).
На выборах в 1906 г. в I Государственную Думу и Государственный совет Российской империи краёвцев-консерваторов, которых возглавил Эдвард Войнилович, ждал успех, благодаря их активности, интеллектуальным и организационным способностям:156—157. В 1906 г. в Государственном Совете была создана группа депутатов «Коло Литвы и Руси» (9 депутатов от всех девяти западных губерний — во главе с Эдвардом Войниловичем), которая соединилась с группировкой депутатов «Коло Королевства Польского» (7 депутатов) и двумя другими депутатами, создав большую коалицию под названием «Польское коло» в Государственном Совете, во главе которой в с 1906 по 1908 годы находился Эдвард Войнилович, главный лидер краёвцев-консерваторов. Само же «Польское коло» в Государственном Совете в 1906—1917 гг. всегда входило в состав депутатской группировки, т.н. «Центра». А в I Государственной Думе краёвцам-консерваторам удалось создать депутатскую группировку (20 человек — в том числе краёвцы-демократы) под названием «Краевой круг Литвы и Руси» (или «Депутатское коло Литвы и Руси»), которая объединилась в нижней палате с депутатами от польских губерний (т.н. «польским коло из Королевства Польского») и составила ядро думской депутатской группы «Союз автономистов», в которую кроме того вошли все национальные группы депутатов (63 депутата — украинцы, татары, латыши, и др.). Полностью эта большая думская коалиция «Союз автономистов» (1906) насчитывала в I Государственной Думе от 115 до 120 человек и была сильным объединением сил для достижения децентрализации управления национальными регионами Российской империи, в том числе автономии Западного края в Российской империи . «Союз автономистов» возглавил депутат Александр Ледницкий, который был выбран от Минской губернии при поддержке главного лидера краёвцев-консерваторов Эдварда Войниловича и действовал в его интересах:141, 154, 157—161.
Таким образом, краёвцам-консерваторам удалось организовать значительные коалиции как в Совете, так и Думе, с помощью которых они стремились сохранить право частной собственности на землю, провести либерально-консервативные реформы, добиться автономии Западного края со своим парламентом в Вильнюсе (например, по образцу Великого Княжества Финляндского) или по крайней мере равенства края в правах с другими губерниями Российской империи: расторжения «исключительных законов» и правовых ограничений относительно «лиц польского происхождения»; введения в земствах западных губерний (рус.) русск., чего не было там по причине Январского восстания 1863—1864 гг:161.
Однако I Государственная Дума просуществовала недолго и была распущена, а лидеру краёвцев-консерваторов Эдварду Войниловичу удалось лишь наладить хорошие отношения с председателем Совета министров Российской империи (1906—1911) Петром Столыпиным, который пообещал способствовать введению земств в западных губерниях и даже летом 1906 предложил Войниловичу должность заместителя министра земледелия в своём правительстве, хотя Войнилович отказался от должности.
Вероятно, кульминационным моментом доминирования консервативного течения краёвцев было устное обращение лидера краёвцев-консерваторов Эдварда Вайниловича в 1907 с предложением ввести автономию управления Заходним краем, которое было озвучено Войниловичем в ходе аудиенции российского императора Николая II с группой отдельных членов Государственного Совета, для чего Войнилович смело вышел за рамки протокола встречи. Прошение об автономии не имело никакой реакции российского императора, но российская власть (в первую очередь, Столыпин) не оставила без внимания вопрос о введении земств в западных губерниях.
На выборах 1907 года во II Государственную Думу из-за активного вмешательства российского правительства уменьшилось число депутатов-краёвцев от Западного края до 11 лиц, но и II Государственная Дума просуществовала недолго и была неэффективной. Чтобы восстановить своё влияние в нижней палате парламента, 17 июня 1907 краёвцы-консерваторы в Вильнюсе учредили «Краёвую партию Литвы и Белоруссии», но только один её член получил депутатский мандат в III Государственной Думе, а партия в 1908 году прекратила свою деятельность.
Большим достижением деятельности краёвцев-консерваторов (в чём была в первую очередь персональная заслуга их лидера в Государственном Совете Российской империи — Эдварда Войниловича) было введение российским правительством в 1911 земств в 6 из 9 западных губерний (хотя и со значительными ограничениями) — в Минской, Могилевской, Витебской, Киевской, Волынской и Подольской губерниях, что поспособствовало экономическому и культурному развитию этих земель. Эта реформа была проведена российским правительством, хотя даже во времена апогея своего доминирования краёвцы-консерваторы всегда были в количественном меньшинстве как в Государственной Думе, так и в Государственном Совете.

## Упадок консервативного течения в краёвости (1910—1911)
С 1910 по 1911 год наблюдается спад активности либерально-консервативного течения краёвости, что было вызвано сужением легальных методов политической деятельности через своё представительство в Государственной Думе и Государственном Совете, на которое краёвцы-консерваторы, в первую очередь, рассчитывали для решения проблем автономии своего края, статуса «поляков» в западных губерниях и условий наилучшего развития многоэтнического населения края на основе уважения права частной собственности. Завершение революции 1905—1907 годов в Российской империи привело к откату многих уступок царизма, сужения некоторых либеральных прав, принятых в ходе революции, и роста в органах управления и прессе русского великодержавного шовинизма, как реакции на активизацию этнокультурных и этнополитических движений самых разных народов, которые рассматривались властями как угроза унитарности и территориальной целостности Российской империи. Причиной ослабления краёвцев-консерваторов были, в первую очередь, новые избирательные законы в Государственную Думу и Государственный Совет:214—215.
Сначала российский император Николай II своим Манифестом от 3 июня 1907 года объявил о роспуске II Государственной Думы и назначил созыв очередной, III Государственной Думы, на 1 ноября 1907 года. В манифесте также было объявлено о коренных изменениях в законе о выборах в нижнюю палату российского парламента (Государственную Думу Российской империи): был увеличен избирательный ценз, сокращалось представительство крестьян и национальных меньшинств (т.н. «инородцев» — в том числе и поляков), увеличивалось неравенство в представительстве различных сословных категорий. Изменения в законе были направлены на то, чтобы в Думе преобладала категория состоятельных и лояльных царю дворян-великороссов, которые рассматривались царем как своя главная социальная база. Манифест от 3 июня 1907 года в преамбуле прямо объявлял, что другие народы «не должны и не будут представляться в количестве, давая им возможность быть вершителями вопросов собственно русских». Это значительно сузило представительства коренных дворян и интеллигентов от западных губерний (т.н. «поляков») в Государственной Думе и было главной причиной провала на выборах политических партий «краёвцев», как и многих других партий в империи. В III Государственную Думу депутатом был избран только один представитель от «краевых» партий — Станислав Ванькович (от Краевой партии Литвы и Белоруссии), а всего в III Государственной Думе было только 7 депутатов-«поляков» от Западного края (по сравнению с 12 «поляками» во II Государственной Думе и 20 — в I Государственной Думе). В IV Государственной Думе (1913—1917) депутатов-«поляков» от Западного края было ещё меньше — 5 лиц.
С 1908 года реакционная политика российского правительства расширилась почти на все сферы жизни государства. В 1909 году был издан новый закон, который сокращал бывший трехлетний срок полномочий для депутатов от «западных губерний» к 1 году в верхней палате российского парламента — Государственном Совете Российской империи, хотя в 1910 году трехлетний срок для депутатов от «западных губерний» был возвращен. По закону от 1911 года выбор депутатов в Государственный Совет от шести «западных губерний» (Минской, Витебской, Могилевской, Киевской, Волынской и Подольской), где были введены земства с непропорционально католической («польской») и православной («русской») курий на выборах, стал проводиться на губернских земских собраниях, а не как раньше, на дворянских собраниях. Виленская, Ковенская и Гродненская губернии остались «неземскими», то есть в этих губерниях не имелось земств. Это изменение лишало прежнего значительного влияния коренных католических дворян на выбор депутатов, сужая и без того малое их представительство ещё и в Государственном Совете Российской империи: если в 1910 году было избрано 8 «поляков» от Западного края, то на следующих выборах в 1913 году — только 3 депутата (как раз от няземских губерний — Виленской, Ковенской и Гродненской):276. После убийства премьер-министра Петра Столыпина в 1911 году в Российской империи окончательно наступил конец реформам и начала доминировать политика русского великодержавного шовинизма в отношении национальных меньшинств («инородцев»), что в Западном крае отразилось в дальнейшем усилении ограничений в приеме католиков на государственную службу в местных губерниях.
Это все стало причиной того, что в 1910—1911 годах произошло разграничение среди либерально-консервативного лагеря «краёвцев», что во многом было вызвано отсутствием земств в Ковенской, Виленской и Гродненской губерниях и их введением в 1911 году в Минской, Витебской и Могилевской. Одна часть краёвцев-консерваторов, которая происходила из Гродненской, Ковенской и Виленской губерний, и которую возглавили Ипполит Корвин-Милевский (с Виленской губернии), Александр Мяйштович (с Ковенской губернии) и Константин Скирмунт (из Гродненской губернии), пришла к убеждению, что с виленскими «эндеками» (местными сторонниками Польской национально-демократический партии) у них больше общего, чем с русским великодержавным шовинизмом, литовским (балтоязычная) национализмом или еврейским, польским, русским и белорусским социализмом. Эта часть краёвцев начала склоняться к мысли о необходимости присоединения Вильнюса и Гродненщины (а возможно, и других губерний) к Польше на унитарной основе, как гарантии сохранения влияния местных средних и крупных землевладельцев. За счет сближения и объединения с местными виленскими «эндеками» эта часть краёвцев-консерваторов (по большей части — крупные земельные собственники) хотела хоть как-то усилить свои политические позиции среди роста общественных движений и партий социалистической направленности в крае. Начиная с 1911 года, главная газета краёвцев-консерваторов «Kurier Litewski» от позиций «краёвости» перешла к пропаганде идей своих бывших противников — «эндеков», хотя последние имели очень слабое влияние в литовско-белорусских губерниях (кроме Виленской губернии). «Эндеки», главными центрами которых были Познань и Львов, яростно боролись с социализмом и считали, что классовые конфликты нужно гасить, а не разжигать. Главной сферой их интересов были национальные вопросы, экономическое развитие и международные отношения. Во время революции 1905—1907 годов в России «эндеки» получили признание в Польше, став альтернативой польскому социалистическому движению, центрами которого были Варшава и Лодзь.
Так, на думских выборах в 1912 года в Виленской губернии бывшие краёвцы-консерваторы вместе с «эндеками» впервые выставили единого кандидата — ксендза Станислава Мацяевича. Интересно, что его главным соперником был представитель краёвцев-демократов адвокат Бронислав Крыжановский. Пути обоих (консервативного и демократического) направлений краёвости все более расходились. Победа ксендза Мацяевича засвидетельствовала отсутствие массовой социальной базы краёвости консервативного направления в Виленской губернии:326—327. В IV Государственной Думе действовал только один краёвец-консерватор — депутат Генрих Свентицкий, который входил в группировку депутатов «Белорусско-литовско-польская группа» («Белорусско-литовско-польское колесо»):271, 272.
Другая часть краёвцев-консерваторов (Эдвард Войнич, Роман Скирмунт, князь Иероним Друцкий Любецкий, Михал Ястржембский и др.), которая происходила из Минской губернии, отстраненная от активной политики в Санкт-Петербурге, сконцентрировалась на деятельности в земствах, губернских общественных организациях и минском обществе сельского хозяйства, ища компромиссы с губернской администрацией и русскими землевладельцами в губернии. Именно эта часть краёвцев-консерваторов ещё в 1908 обратила внимание на белорусскоязычную интеллигенцию и крестьянство при реформировании Краевой партии Литвы и Беларуси. Они начали искать взаимопонимание в земских и общественных организациях Минской губернии с представителями консервативной части белорусского национально-демократического движения как союзниками против великодержавной политики российских властей:287. А в 1917 году именно эта часть краёвцев-консерваторов станет выражать и реализовывать идею политической субъектности Беларуси (вплоть до создания самостоятельного белорусского государства).

## Доминирование демократического течения в краёвости (1910—1916)
Вместе со спадом активности либерально-консервативного течения с 1909 по 1910 годы наблюдается рост влияния либерально-демократического направления краёвости в общественной дискуссии по поводу решения проблем межэтнических и межсословных взаимоотношений в северо-западных губерниях, а также экономического развития и политического статуса края вообще:245, 267. Активизация во многом была связана с возвращением из Кракова в Вильнюс одного из влиятельных идеологов либерально-демократического течения краёвости Михала Ромера (1880—1945), который в 1906—1909 годах отсутствовал в крае из-за судебного преследования в Российской империи относительно статьи Барлицкого:244.
Расширение влияния было достигнуто тем, что с 1910 по 1916 годы деятельность краёвцев-демократов по выработке компромиссов на этнической, политической, культурной, языковой и конфессиональной почвах между лидерами этнополитических и этнокультурных движений (в первую очередь — в Виленской губернии и Вильнюсе) проходила в рамках неофициальных политических организаций. Этими организациями выступили местные масонские ложи, которые в те времена выполняли функции закрытых политических клубов и во многом заменили для краёвцев-демократов политическую партию, которую они в то время так и не смогли создать:245, 325. Такая скрытность была вызвана сужением легальных форм политической деятельности, которое было связано с началом правительственной реакции и расширением русского великодержавного шовинизма после завершения революции 1905—1907 годов и убийства в 1911 году председателя Совета министров Российской империи Петра Столыпина. Виленские масонские ложи с характерными названиями «Единство» (1910), «Литва» (1911), «Беларусь» (1914) и «Великий восток Литвы» (1915) стали центрами пропаганды «краевой идеологии» в её либерально-демократическом варианте и в большой степени поспособствовали её распространению среди деятелей польских, белорусских, литовских, русских и еврейских национально-демократических партий, обществ и организаций, которые были членами этих лож:248, 251, 304, 314, 315, 325. Михал Ромер отметил в своем дневнике, что существование Российской империи ставит препятствие в реализации конечной цели «краевой идеи» — создания самостоятельного государства в пределах литовско-белорусских земель на демократических принципах:247.
Именно Михал Ромер с мая 1915 года стал главным инициатором налаживания контактов между лидерами различных национально-демократических движений в крае (в основном, в Виленской губернии) — польского (Александр Заштавт, Бронислав Крыжановский, Витольд Абрамович, Ян Пилсудский, Владислав Осмоловский, Юлиуш Сумароков, Казимир Астахевич, Эдвард Соколовский, Зигмунт Нагродский и др.), белорусского (Антон Луцкевич, Иван Луцкевич, Александр Власов, Вацлав Ластовский, Янка Купала и др.), литовского (Йонас Вилейшис, Николас Шляжавичус, Вацловас Биржышка, Николас Биржышка, Сцяпонас Кайрыс, Юргис Шайлис, Вацловас Бельскис, Андрюс Булёта, Донатас Малиновскас, Фелиция Барткевичене-Павицкайте и др.), русского (Иван Прозоров) и еврейского (Моисей Брамсон, братья Ежи Ром и Элиаш Ром, др.). В 1910—1916 годах для обмена мыслей и выработки инициатив они стали собираться на неофициальных встречах в Вильнюсе, которые проходили на частных квартирах Михала Ромера, Александра Заштавта, Йонаса Вилейшыса и др., и общаться в рамках масонских лож:249, 283, 286, 287, 303. В 1912 году масонские ложи краёвцев-демократов «Единство» (1910) и «Литва» (1911) вошли в состав парамасонскай организации «Великий восток народов России» (свыше 40 лож Российской империи), за которой стояли российские конституционные демократы (кадеты), обещавшие народам Российской империи превращение империи в федерацию:248, 253.
Успехом краёвцев-демократов стало издание с начала ноября 1911 года еженедельника «Przegląd Wileński» (1911—1915), который защищал позиции «краевого гражданства», считал литовско-белорусские земли отдельным «Краем» с отличительными интересами, связывал его будущее с территориальной целостностью и правом всех коренных народов самостоятельно решать свою судьбу и развивать культуру на родном языке, выступал против всех проявлений шовинизма и нетерпимости:250—252. Принципы «краевой идеологии» в её либерально-демократическим варианте начали отражаться и в статьях газет местных демократических движений — «Наша нива», «Kurier Krajowy» (1912—1914), «Вечерняя газета» (1912—1915), «Lietuvos ūkininkas», «Lietuvos žinios» и др:247, 248, 267, 279, 283. Несмотря на координацию и сотрудничество, между лидерами национально-демократических движений возникали мелкие недоразумения и конфликты.
Попытка Ромера в 1912 году наладить контакт с лидерами Виленского общества сельского хозяйства не удалась, так как они уже окончательно отмежевались от «краевой идеи»:287. Однако есть сведения о контактах в 1911—1915 годах виленских масонских лож краёвцев-демократов с такими минскими масонами, как Эдмунд Ивашкевич, Игнат Виткевич, Константин Дямидэцки-Демидович, Ежи Осмоловский и др., которые были важными членами Минского общества сельского хозяйства и Могилевского общества сельского хозяйства:246. Именно в это время лидеры Минского общества сельского хозяйства Эдвард Войниллович и Роман Скирмунт, а также княгиня Магдалена Радзивилл (из Минской губернии) и Тереза Гардялковская (из Могилевской губернии) оказывали финансовую поддержку белорусскоязычным изданиям, в том числе газете «Наша ніва»:287.
Краёвцы-демократы организовывали в Вильнюсе и крае информационную поддержку своим кандидатам на выборах в Государственную Думу и местное городское самоуправление, которые не получали большинства, уступая сторонником польских эндеков или представителям «русской курии»:253, 266—270, 277. Михал Ромер также стремился обеспечить поддержку «краевой идеи» среди различных организаций польскоязычной молодежи Виленщины, но это не удалось — и новое поколение польскоязычного населения Виленщины начало активно поддерживать идеи польских эндеков о независимости Польши и позже обращать внимание на польские легионы Юзефа Пилсудского:255, 327.
В то же время в 1913 году среди лидеров краёвцев-демократов произошел раскол. Группировка во главе с Михалом Ромер придерживалась надэтнического понимания «краёвости». Группировка во главе с Людвиком Абрамовичем начала рассматривать «Краевую идею» в качестве средства обеспечения и защиты интересов польскоязычного католического населения литовско-белорусских земель, которое они рассматривали как часть польского этноса (поляков), который должен находиться в добрососедских и взаимовыгодных отношениях с другими народами края:277, 359. Это разграничение было вызвано ростом межэтнических противоречий на Виленщине, главным образом, между литовскоязычным и польскоязычным населением. Группировка Абрамовича (Крыжановский, Нагродски, Пилсудский и Будный) в 1913 году даже выделилась в отдельную масонскую ложу «Верный литовец» («Wierny litwin»), отказавшись от концепции автономии литовско-белорусского края в Российской империи, и стала поклонницей его независимости, которая считалась возможной только в союзе с независимой Польшей:277, 278.
В 1913—1914 годах краёвцы-демократы (лидеры польского, белорусского, литовского, русского и еврейского национально-демократического движений) поддержали идею российских конституционных демократов возродить Союз автономистов, но уже не как парламентской фракции, а как общероссийской организации Союз автономистов-федералистов. Лидеры национально-демократических движений края создали в феврале 1914 года совместный, без разделения на этнические группировки Виленский отдел Союза. Одним из главных активистов создания Союза автономистов-федералистов был Александр Лядницки, лидер бывшего Союза автономистов, который действовал в I Государственной думе:286—287.
Начало Первой мировой войны (1914—1918) скорректировало планы политических группировок. В декабре 1915 года с приходом в Вильнюс немецких войск и занятием немцами окраинных земель Российской империи, идея «краёвцев» о неделимости и целостности литовско-белорусских губерний (Северо-Западного края — бывших земель Великого Княжества Литовского) воплотилось в создании Совета Конфедерации Великого княжества Литовского — блоке лидеров местных белорусских, литовских, еврейских и польских этнополитических и этнокультурных движений, которые относились к либерально-демократическому течению краёвости. Инициатива её создания принадлежала белорусским краёвцам-демократам во главе с Антоном Луцкевичем:312—314.
Германские власти не проявили заинтересованности в возрождении Великого Княжества Литовского, а наоборот старались поссорить народы в крае, столкнуть их лбами, чтобы лучше контролировать захваченные земли:317. Проявилась и категорическое несогласие деятелей литовского (балтоязычного) движения, которые в 1905—1920 годах, несмотря на шаги к сотрудничеству с другими движениями, все же имели собственное мнение об автономии Литвы со столицей в Вильно и с прилегающими территориями, о чём они решили ещё в 1905 году на Великом вильнюсском сейме:304, 307. Уже с начала 1916 года от идеи возрождения Великого Княжества Литовского стали отдаляться и представители местных евреев, которых не привлекала перспектива выхода Беларуси и Литвы из состава Российской империи. Обострение межэтнических и межкультурных отношений (особенно между польскоязычным и литовскоязычным населением Виленской губернии) из-за деятельности немецкой военной администрации на занятых литовско-белорусских территориях, разрушило этот проект. Создание марионеточного Польского Королевства (1916—1918) под контролем Германии вызвало надежды у поляков и многих сторонников польской культуры в литовско-белорусском крае на возрождение самостоятельной Польши в результате краха Российской империи:293, 294.

## Упадок демократического течения в краёвости (1916—1918) и раздел «края»
Неудача реализации идей «краёвости» в конечном счете была связна с геополитическими переменами (Февральской революцией и распадом Российской империи после Первой мировой войны), желанием этносов политически размежеваться (в первую очередь — литовцев), разницей в исторических и псевдоисторическая представлениях, организационными просчетами лидеров «краёвцев», разделенностью территории Беларуси линией фронта. Деятели литовского (балтоязычного) движения в конечном итоге выступили за самостоятельность «Литвы» и включение в её состав Ковенской и Виленской губерний, а также католических земель Гродненской и Минской губерний:336.
Даже в этих обстоятельствах Антон Луцкевич весной 1916 года выдвинул идею создания большего по занимаемой территории, чем площадь Северо-Западного края, союза восточноевропейских народов в форме Черноморско-Балтийской конфедерации, в которой единое союзное государственное образование должны были составить Литва, Беларусь, Латвия, Украина и Польша. В тогдашних международных отношениях будущее государство рассматривалось в качестве звена проектируемой влиятельными немецкими политиками системы так называемой Средней Европы (Mitteleuropa) во главе с Германией. Однако в белорусском национально-демократическом движении, которое и так было малочисленным и маловлиятельным, произошло разделение на несколько групп.
Так, Вацлав Ластовский в конце 1915 года создал организацию «Связь независимости и неделимости Беларуси» и выступил против всех попыток создать общую литовско-белорусский государство в союзе с Польшей. Ластовский первым среди деятелей белорусского движения выдвинул идею создания независимого белорусского государства, которое бы охватывало всю этническую (в основном, по языкового критерия) территорию белорусов. Это поддержали все белорусские политические группировки на оккупированной немецкими войсками территории литовско-белорусских земель. В апреле 1916 года идея самостоятельного белорусского государства была провозглашена белорусской делегацией на конференции народов России в Стокгольме. А в июне 1916 года в Лозанне (Швейцария) на третьем съезде народов России, где участвовали 400 делегатов из 23 стран, белорусские представители заняли активную позицию, дополняя проект восстановления Великого Княжества Литовского идеей создания тесного союза новых государств от Балтики до Чёрного моря — Балта-Черноморского союза. В 1916 году в Петрограде (бывшем Санкт-Петербурге) была создана и белорусская леворадикальная (революционно-демократическая) организация во главе с Дмитрием Жилуновичем и Александром Бурбисом, которая начала печатать свою газету «Денница» и высказывать идеи поражения Российской империи в войне, ликвидации монархии, национально-территориальной автономии Беларуси в составе будущей Российской демократической республики.
Территориальный распад Российской империи в 1917—1918 годах после Февральской революции и немецкая оккупация литовско-белорусских губерний открывали возможности думать не об автономии в рамкам России, а о создании собственной государственности лидерами тех этнополитических движений, которые этого хотели. Этим воспользовалось литовское (балтоязычное) движение, которое 16 февраля 1918 года объявило о создании самостоятельного литовского государства.
После свержения российского самодержавия в ходе Февральской революции (1917) и установления Временного правительства России в Петрограде лидеры Минского общества сельского хозяйства (МТСГ) во главе с Эдвардом Войниловичем, что были раньше главными лидерами краёвцев-консерваторов, взяли направление на реализацию политической субъектности Беларуси, хотя лидеры МТСГ не постулировали четко очерченную форму политической субъектности Беларуси — это зависело от изменяющихся внешних обстоятельств. Через вице-председателя МТСГ Романа Скирмунта, который был близким другом и правой рукой Эдварда Вайниловича, минские дворяне-консерваторы хотели повлиять на социалистические партии в Минской губернии и закрепить умеренную программу аграрных реформ в Беларуси, не допуская расторжения права частной собственности на землю и национализации всей земли без выкупа. Также от имени Романа Скирмунта и Белорусского национального комитета они стремились в середине апреля 1917 года добиться от Временного правительства автономии Беларуси в составе России, введения в школах белорусского языка и преподавания истории Беларуси, проведения демократических выборов в местные органы власти, компенсации населению потерь, причиненных войной, и других.  После Октябрьского переворота в России и установления в Петрограде власти большевиков лидеры МТСГ решили ориентироваться на Германию и отправили в начале февраля 1918 года делегацию своих представителей к немецкому военному командованию и регентский совет Королевства Польского (1916—1918) в Варшаве — с желанием выхода Беларуси из-под влияния большевистской России, но «без намерения непосредственного включения Беларуси в состав Польши».
Отдельные лидеры белорусского национально-демократического движения до начала 1918 года хранили надежду на реализацию «краевой концепции» и создания государства в рамках литовско-белорусских губерний (землях бывшего ВКЛ), однако 25 марта 1918 года в Минске Третьей уставной грамотой объявили о независимости Белорусского Народной Республики (БНР), которая начала создаваться как социалистическое государство. Ещё 9 марта 1918 года Второй уставной грамотой БНР упразднялась частная собственность на землю — земля передавалась без выкупа тем, кто сам на ней работал. Но укрепить государственность БНР в условиях немецкой оккупации, роста влияния и претензий на литовско-белорусские земли большевиков, отсутствия собственной сильной армии, полиции и финансов, противодействия местных помещиков-консерваторов во главе с Эдвардом Войниловичем не удалось.
После того, как в начале ноября 1918 года немецкие войска оставили территорию Могилевской губернии по решению Брестского мира, лидеры коренного дворянства Минской губернии (в основном, члены Минского общества сельского хозяйства — сторонники консервативного направления «краёвости») высказались против раздела Беларуси на части, выступив с инициативой создания под немецким кураторством Великого Княжества Литовско-Белорусского (с северо-западных губерний), и попросили немецкого генерала Эриха фон Фалькенгайна (1861—1922), командира 10-й немецкой армии в Беларуси, передать об этом германскому императору Вильгельму II. Это была последняя попытка краёвцев-консерваторов к административно-территориальному единению литовско-белорусских земель, причем не в качестве автономии в рамках России или Польши, а как самостоятельного государства. Однако попытка закончилась безрезультатно.
С декабря 1918 года бывшие краёвцы-консерваторы (помещики из Минской, Витебской и Могилевской губерний) присоединились к Комитету защиты Кресов, стремившегося организовать самооборону помещиков литовско-белорусских земель от большевиков, и поддержали идею вхождения литовско-белорусских земель в состав возобновляемой Юзефом Пилсудским многонациональной федеративной Речи Посполитой, где бы Беларусь имела статус субъекта федерации. После занятия своими войсками Вильно 22 апреля 1919 года Юзеф Пилсудский издал воззвание «К жителям бывшего Великого Княжества Литовского», декларируя право на самоопределение всех народов бывшей Речи Посполитой.
Признание Германией независимости «этнографической» Литвы со столицей в Вильнюсе и открывшаяся в конце Первой мировой войны возможность создать совместное польско-литовско-белорусское федеративное государство (после победы федеративных идей Юзефа Пилсудского над националистскими идеями Романа Дмовского в процессе создания Второй республики), угроза со стороны военной силы большевиков и рост социалистических настроений среди неимущих слоев населения перетянули на сторону Пилсудского потенциальных сторонников «краёвости» из числа молодого поколения коренных (в основном, польскоязычных и католических) дворян бывших литовско-белорусских губерний. В декабре 1919 года состоялся раскол в Совете БНР, часть которого (37 человек) создала Раду БНР и выбрала своё правительство во главе с Антоном Луцкевичем, стремившегося (в отличие от антипольской части бывшей Рады БНР во главе с Петром Кричевским) создать совместную конфедерацию Польши и Беларуси.
Военно-политические события 1918—1922 годов, которые привели после окончания Первой мировой войны к разделению территории северо-западных губерний (земель бывшего Великого Княжества Литовского) между несколькими государствами (Вторая Речь Посполитая (Польша), Литва и советская Беларусь в составе СССР), значительно уменьшили круг поклонников «краевой идеи». Идеология краёвости, возникшая в литовско-белорусских губерниях в начале XX в. и достигшая апогея своей популярности в последнее десятилетие существования Российской империи, трансформировалась в межвоенный период и в новом виде имела своих преемников во Второй Речи Посполитой (Польши).

## Преемники краёвцев

### Виленские консерваторы (1918—1939)
«Виленские консерваторы» («зубры», «виленские зубры», «кресовские зубры») в межвоенной Польше (1918-1939) в известной степени стали продолжателями либерально-консервативного течения местных жителей и представляли собой политическую группу конституционного -монархический и консервативный характер, представленный главным образом, коренным католиком и польскоязычным средним классом и богатым дворянством Западной Белоруссии и связанной с ней интеллигенцией (князь Евстафий Сапега,  князь Януш Радзивилл, князь Альбрехт Радзивилл, граф Ян Тышкевич и др.). Они основали свою газету «Слово» (1922–1939), главным редактором которой был Станислав Мацкевич (1896–1966).
Виленские консерваторы считали себя потомками Великого княжества Литовского, высказывались за восстановление монархической и федеративной Речи Посполитой в границах 1772 года, выступали за присоединение к Польше территорий бывших Минской, Витебской и Могилевской губерний и создания после того польско-белорусской федерации. Они выступали противниками польских социалистов и «эндеков»; требовали уважения права частной собственности, католицизма и других вероисповеданий; высказывались за децентрализацию и развитие местного самоуправления; за стимулирование экономического развития Западной Беларуси и доступ белорусам на государственные должности, за поддержку православной церкви и введение белорусского языка в православное богослужение; благосклонно-нейтрально относились к формированию белорусского национального сознания у белорусскоязычных крестьян Польши, однако сами окончательно ассимилировались и включались в состав польского этноса.
Поддержали майский переворот (1926), имели определённое время двух министров в правительстве, а также были представлены в сейме и сенате Польши, где входили в состав беспартийного блока сотрудничества с правительством (BBWR), который поддерживал Юзефа Пилсудского. В 1935 году из-за ослабевания политических позиций были вынуждены пойти на союз с польскими «эндеками». С началом Второй мировой войны в 1939 году перестали существовать как политическая группировка.

### Краёвцы-демократы в межвоенный период (1918—1939)
Либерально-демократическое течение краёвцев во Второй Речи Посполитой (Польши) частично уцелело, но было немногочисленным по количеству сторонников, имело слабое влияние и реализовывалось только через публицистическую активность. Многие бывшие лидеры краёвцев-демократов с 1917—1918 года окончательно присоединились к различным этнополитическим и этнокультурным движениям. Так, Михаил Ромер признававшийся ранее, что считает себя одновременно и поляком, и литовцем («литвином»), однозначно решил, что он больше «литвин», поэтому и присоединился к литовскому (балтоязычному) движению. Ромер переехал в Ковно (Каунас), где начал активно действовать в укреплении литовской государственности и урегулировании отношений между новообразованными государствами — Второй Речью Посполитой (Польшей) и Литвой. Антон Луцкевич остался активным деятелем белорусскоязычной культуры и лидером белорусского этнополитического движения на Виленщине:385.
Только Людвик Абрамович (1879—1939) оставался верен «краевой идее» и возглавил её либерально-демократическое течение в межвоенный период. Он печатал свои статьи в восстановленных на некоторое время в Вильнюсе газетах «Nasz Kraj» (1913, 1919) и «Gazeta Krajowa» (1906, 1920—1922). А с 1 ноября 1921 года, когда Вильнюс был столицей «Средней Литвы», Абрамович возобновил издание польскоязычной газеты «Przegląd Wileński» (1911—1915, 1921—1938), стал её редактором и продолжил довоенные традиции краёвцев-демократов, не обращая внимания внимание на доминирование на Виленщине этнических национализмов в культурных и политических процессах. Он собирался объединить вокруг редакции людей, которые ставили общие интересы «края» выше национального эгоизма:385. Нерешенность судьбы Виленщины позволяла надеяться на восстановление идей «краёвцев» о толерантности и равенства, в чём Людвик Абрамович возлагал надежды на Юзефа Пилсудского, который в начале объявлял принципы федерализма при обустройстве Польши (Второй Речи Посполитой). Именно слова Юзефа Пилсудского «свободные со свободными, равные с равными», прозвучавшие в освобожденном от большевиков Гродно, стали своеобразным девизом газеты «Przegląd Wileński»:386. На страницах газеты Людвик Абрамович констатировал, что на смену русскому великодержавного шовинизму, который царил во времена Российской империи, пришел польский национализм («религиозно-национальный фанатизм»), а ситуацию в «Средней Литве», где было сильным влияние «эндеков», охарактеризовал, как издевательство над идеалами свободы, равенства и братства:386.
После признания Лигой Наций восточных границ Польши (март 1923 года) смыслом существования газеты «Przegląd Wileński» стало объективное и критическое освещение жизни многоэтнических северо-восточных воеводств государства, а также противостояние польской националистической прессе, которую издавали лидеры Польской национально-демократической партии («эндеки»), в первую очередь, вильнюсской газете «Dziennik Wileński», которая наиболее полно отражала взгляды тех политических группировок, стремившихся к ассимиляции непольского населения и превращения Польши в моноэтническое государство. В ноябре 1923 года Людвик Абрамович констатировал, что основной задачей его газеты стала «борьба против национализма». Редакция эндэцкой газеты «Dziennik Wileński» считала краёвость предательством национальных интересов Польши и постоянно обвиняла Людвика Абрамовича и его газету в «антипольскости»:386—387.
Двухнедельник «Przegląd Wileński» в северо-восточных воеводствах (т.н. «краю») стал исключительным явлением в истории печати Польши — настоящей трибуной осуждения государственной политики национального давления и притеснения:386. На страницах газеты регулярно выступали представители непольских этнических групп, которые имели уникальную возможность через польскоязычное периодическое издание знакомит общественность с проблемами межэтнических и межкультурных отношений в северо-восточных воеводствах государства не в изложении варшавских изданий, а через сообщения и публицистику деятелей местных этнополитических и этнокультурных движений (польского, белорусского, литовского и еврейского). Затрагивались острые проблемы белорусскоязычных и литовскоязычных школ; критиковалась политика католического прозелитизма и расширение применения польского языка в костеле в белорусскоязычных местностях; осуждались проявления антисемитизма в общественной и политической жизни; высказывался протест против необоснованных обвинений белорусских благотворительных, культурных и даже религиозных организаций в ведении просоветской пропаганды; осуждалось экономическое давление местных властей против белорусских и литовских хозяйственных организаций и т. д.:387. Много авторов статей газеты прятались за псевдонимами или криптонимами из-за угрозы преследования по обвинению в «национальной измене» как со стороны властей и католического костела (архиепископа Ромуальда Ялбжыковского), так и большинства местного населения Виленщины:387.
Именно белорусская проблематика доминировала на страницах газеты. Деятели белорусского движения (за исключением коммунистов и прокоммунистической группы) активно сотрудничали с газетой Людвика Абрамовича. Её постоянными авторами были Франтишек Олехнович, Констанция Скирмунт, ксендз Константин Степович, Альбин Степович, Радослав Островский, ксендз Винцент Годлевский, ксендз Иосиф Германович, Франтишек Гришкевич, ксендз Адам Станкевич, Станислав Станкевич, Ян Позняк, а в особенности — ксендз Владислав Толочко (в первой половине 1920-х годов) и Антон Луцкевич (в 1930-е годы), в публикациях которых было много анализа как актуальных событий, так и прошлых. Например, отец Владислав Толочко в своих статьях писал о Ядвигине Ш., Казимире Шафнагеле, Вацлаве Ластовском, бывшем российском правительстве и белорусском языке, а Антон Луцкевич — о Эдварде Вайниловиче, Фердинанде Рущице, обмене Бронислава Тарашкевича на Франтишка Алехновича и др.:388, 390 В межвоенный период (1918—1939) «краевая идея» (постулаты её либерально-демократического течения) постоянно присутствовала в белорусском движении Виленщины как альтернатива доминирующим национальным концепциям. Даже сторонники белорусского независимого государства имели определённую привязанность к идее суверенитета бывшего Великого Княжества Литовского.
В 1927 году газета «Przegląd Wileński» стала собственностью общины акционеров. В издательский комитет вошли Ян Кривко, доктор Витольд Лягейка, доктор Витольд Славинский, Явсебий Лопатинский (1882—1961), Констанция Скирмунт и Виктор Толочко, но редактором остался Людвик Абрамович. Редакционный комментарий освещал это как "шаг к созданию лагеря искренних краёвцев, которые способны сочетать приверженность исторических традиций ВКЛ с тенденциями развития отдельных наций и социальных групп и реальными политическими условиями. Этот лагерь должен объединить всех тех, кто любит нашу литовско-белорусский землю, для кого добро нашего Края не является пустым звуком, кто верит в его светлое будущее на фундаменте согласного сожительства национальностей, одним словом, всех, кому дорог первозданный флаг «Погони»:392.
Дискуссия относительно «краевой идеи» в 1920—1930-е годы продолжалась. В понимании Людвика Абрамовича «краёвость не связана с национальностью. Краёвцем может быть как здешний поляк, так и литовец, белорус, даже еврей, когда понимает и чувствует государственность традиций ВКЛ. И наоборот. Никто не будет краёвцем, когда интерес своей нации будет ставить выше общего краевого интереса. <…> Краевая концепция — это концепция территориальная, а не национальная»:393. По его мнению, особое значение для формирования краевой концепции имела история ВКЛ, в котором «чувство государственной общности всегда побеждало центробежные тенденции и внутренние антагонизмы». По поводу 30-летия публичного появления краевой идеи Абрамович опубликовал в марте 1936 года в газете «Przegląd Wileński» статью, где указал, что основные принципы краёвости (особенность и самостоятельность литовско-белорусского края и равенство всех его народов) были сформулированы ещё на страницах газеты «Gazeta Wileńska» в 1906 году, в чём была высокая заслуга и Михала Ромера. В актуальный момент для Людвика Абрамовича конечной целью деятельности было достижение политической самостоятельности «края» в той или иной форме и определение его судьбы представителями всех коренных народов:394.
В 1920—1930-е годы главными оппонентами концепции «краёвости», которые пропагандировали журналисты и авторы газеты «Przegląd Wileński», стали публицисты виленских газет «Słowo» (1922—1939) и «Kurier Wileński» (1923—1940). Редактор газеты виленских консерваторов «Słowo» Станислав Мацкевич (1896—1966) выделил основные, по его мнению, идеи «краевой концепции»: «польско-дворянская», или «исторически-сентиментальная» (стремление сохранить единство земель бывших ВКЛ и Речи Посполитой), «масонская» (непринятие национализма) и «демократическая» (симпатия к литовскому и белорусскому движениям). Он утверждал, что движение «краёвцев» так и не сумело объединить людей вокруг этих, иногда противоречащих друг другу, интересов: «самыми сильными его врагами были как раз литовцы и белорусы. Евреи держались в стороне. <…> Наконец, внутренняя польская политика перечеркнула все возможности осуществления хотя чего-то подобного на эту программу»:394. Создать общий «лагерь краёвцев», как мечтал Людвик Абрамович, не удалось:391—392.
Тем не менее, в ноябре 1929 года в Вильнюсе состоялось празднование 25-летия публицистической деятельности Людвика Абрамовича, что засвидетельствовало высокий авторитет, который имел журналист среди элиты виленских политических интеллектуалов:389.
В октябре 1938 года печать газеты «Przegląd Wileński» (1911—1915, 1921—1938) была остановлена из-за болезни редактора Людвика Абрамовича, что вызвало в Вильнюсе сильный резонанс и сожаления даже со стороны оппонентов краёвцев-демократов. В марте 1939 года Людвик Абрамович умер и многие виленские газеты напечатали о нём некрологи:384.
К краевой идее начала обращаться уже «Gazeta Codzienna», издававшаяся с ноября 1939 года до июня 1940 года в Вильнюсе — городе, уже включенном в состав Литвы. Редактором издания был писатель Юзеф Мацкевич. 10 марта 1940 года в Вильнюсе в публичной библиотеке состоялась встреча («академия»), приуроченная к первой годовщине смерти одного из главных идеологов краевой идеи — Людвига Абрамовича. На ней присутствовали вице-премьер литовского правительства Бизаускас и представители почти всех народов Виленщины. В тот же день «Gazeta Codzienna», чтобы вспомнить Людвика Абрамовича и обсудить его идейное наследие, опубликовала мнения таких известных публицистов (краёвцев и их оппонентов), как Михаил Ромер, Вацлав Гизберт-Студницкий, Юзеф Мацкевич, Зигмунд Юндзилл, дочь Людвика Абрамовича София Абрамович, доктора филологии университета Стефана Батория в Вильнюсе.
Обсуждение феномена краёвости весной 1940 года было вызвано как данью памяти Людвигу Абрамовичу, так и новыми условиями. Передача лидером СССР Иосифом Сталиным Виленского края и Вильнюса Литовской Республике, которая сделала Вильнюс своей столицей, на определённое время актуализировало «краевую идею» для местных общественных деятелей самых разных этнических групп.

## Оценки в историографии
Среди историков нет однозначной оценки движения краёвцев.

## Основные публикации идеологов «краёвости»
- Roman Skirmunt. «Nowe hasła w sprawie odrodzenia narodowości litewskiej», Львоў, 1904 г. («Новые лозунги в деле возрождения литовского народа»)
- Roman Skirmunt/ «Głos przeszłosci i potrzeba chwili. Stanowisko szlachty na Litwie i Rusi», Львоў, 1905 г. («Голос минувшего и потребность момента. Положение дворянства на Литве и Руси»)
- Bolesław Jałowiecki. «Litwa i jej potrzeby. Narodowy katechizm Litwy», Вільня, 1905 г. («Литва и её нужды. Национальный катехизис Литвы»)
- Bolesław Jałowiecki. «Do zacnych współziemian moich z Litwy i Rusi», Вільня, 1906 г. («К славным соотечественникам моим из Литвы и Руси»)
- Konstancja Skirmuntt, «O prawdę i zgodę z powodu Głosu litwinów do magnatów, obywateli i szlachty na Litwie i odpowiedzi młodego szlachcica litewskiego», Львоў, выд. 2-е, 1906 г. («Об истине и согласии. Голоса литовцев к магнатам, землевладельцам и шляхте Литвы и ответы молодого литовского шляхтича»)
- Konstancja Skirmuntt, «Nasza „tutejszość“» // Kurier Litewski. № 214, 1906 г. («Наша „тутейшесть“»)
- Konstancja Skirmuntt, «Spaczenie idei krajowej i pojęcia stronnictwa krajowego». // Kurier Litewski. № 99, 1912 г. («Искажение краевой идеи и понятия краевой партии»)
- Edward Woyniłłowicz. «Koło Polskie» // Kurjer Litewski. № 80, 1906. («Польское коло»)
- Michał Römer. «Stosunki etnograficzno-kulturalne na Litwie», Кракаў, 1906 г. («Этнографически-культурные отношения в Литве»)
- Michał Römer. «Litwa. Studium odrodzenia narodu litewskiego», Львоў, 1908 г. («Литва. Исследование возрождения литовского народа»)
- Michał Römer. «Demokracja i rozwój narodowościowy» // Przegląd Wileński. № 18, 1912 г. («Демократия и национальное развитие»)
- Michał Römer. «Pozycja obywatela» // Kurier Krajowy. № 72, 1913 г. («Позиция гражданина»)
- Ludwik Abramowicz. «Stanowisko krajowe i ideja narodowa». // Przegląd Wileński. № 13—14, 1913 г. («Краевая позиция и национальная идея»)
- Hipolit Milewski. «Wiązanka odpowiedzi Szlachcica tudzież słowo o tem do czego ma dążyć Szlachta Litewska», Варшава, 1910 г. («Сборник ответов шляхтича, а также слова о том, к чему должна стремиться литовская шляхта»)
- Hipolit Milewski. «Uwagi o konflikcie językow polskiego i litewskiego w diecezji Wileńskiej», Вільня, 1913 г. («Замечания о конфликте польского и литовского языков в Виленской епархии»)

## Комментарии
1. ↑  Ярко показательным было то, что в первом десятилетии XIX века Вильнюс был третьим по количеству жителей городом (65 тыс. в 1812 г.) в Российской империи после Санкт-Петербурга (300 тыс.) И Москвы (250 тыс.), А в 1900 г. Вильно с 154 тыс. жителей уже входил только во второй десяток крупнейших городов империи — после Санкт-Петербурга (1 млн. 440 тыс.), Москвы (1 млн. 175 тыс.), Варшавы (712 тыс.), Одессы (404 тыс.), Киева (333 тыс.) , Лодзи (314 тыс.), Риги (282 тыс.), Баку (202 тыс.), Харькова (174 тыс.), Тифлиса (160 тыс.) и Ташкента (157 тыс.). Минск, который находился на пересечении важных транспортных потоков (от балтийского порта Либавы до черноморского порта Одесса, от Москвы до Варшавы), в 1900 г. насчитывал около 90 тыс. жителей.
2. ↑  Под термином «муравьёщина» понимается репрессивная политика против коренных католических дворян, начавшаяся после подавления восстания 1863—1864 годов, и пропаганда теории «западноруссизма», которую начали активно проводить в литовско-белорусских губерниях после назначения на должность виленского генерал-губернатора Михаила Муравьева.
3. ↑  Имеется в виду, в первую очередь, местное крестьянство.
4. ↑  Во времена Речи Посполитой Короной коротко называли Польское королевство.
5. ↑  Польское слово «kraj» можно перевести на русский язык и как «край», и как «страна».
6. ↑  В конце XIX — начале XX в. в общественной публицистике небалтоязычного дворянства северо-западных губерний, не только в рамках «краевой» дискуссии, чтобы обособить себя от балтоязычных «литовцев» и их народных традиций и культуры, даже начали использоваться термины «старалитовцы» (starolitwini), «исторические литовцы» (litwini historyczni), «мицкевичевцы» (в знак солидарности с тем значением «литовцев» (litwini), который использовал Адам Мицкевич в своем произведении «Пан Тадеуш»). См.: Buchowski, K. Litwomani… С. 26.
7. ↑  Тадеуш Дембовский часто менял свои политические взгляды и переходил от краёвцев-консерваторов к краёвцам-демократам, а затем и к виленским «эндекам».
8. ↑  Карл Незабытовский (1865—1952), один из лидеров Минского общества сельского хозяйства, однажды на закрытом собрании Минского общества сельского хозяйства во время дискуссии относительно преимущества монархического строя будущего государства афористично заявил, что «республика» приведёт к «режь публику». Гл.: Szpoper, D. Sukcesorzy… С. 141.
9. ↑  Согласно новому закону голос одного помещика стал равен 7 голосам горожан, 30 крестьян и 60 рабочих, значительно было сокращено представительство от национальных окраин Российской империи.
10. ↑  Одним из главных противоречий был язык богослужений в католических костелах Виленской губернии: немногочисленное литовскоязычное католическое духовенство активно стремилось внедрить в католическом костеле литовский язык вместо традиционного польского, а большинство католического населения Виленской губернии и Вильнюс отвергли такую литовизацию (балтизацию) духовной и культурной жизни.
11. ↑  Явсебий-Мариан-Ян-Станислав Станиславович Лопацинский (1882—1961) был сыном Станислава Игнатьевича Лопацинского (1851-после 1930) и графини Феклы Михайловны Борх; он принадлежал к аристократам и крупным землевладельцам Виленского воеводства межвоенной Польши; женился в 1905 году на Ядвиге Потворовской. Католический дворянский род Лопатинских относился к коренным в Великом Княжестве Литовском и северо-западных губерниях Российской империи. Отец Станислав Игнатьевич Лопацинский был значительным землевладельцем (имения Сарья и Ляонпаль оценивались примерно в 10 000 десятин земли), председателем (с 1901) Витебского общества сельского хозяйства, членом от Витебской губернии (1906—1910) и от Виленской губернии (1913—1916) в Государственном Совет Российской империи.
12. ↑  Священник Адам Станкевич, один из авторитетных лидеров белорусского движения за создание независимого государства, тогда сказал: «Если процесс национальной жизни, который сегодня происходит на землях Литвы и Беларуси, дойдет до своей финальной точки, то есть наступления у народов исторической Литвы и Белоруссии окончательной национальной дифференциации, основой принципов сосуществования народов, принципов, гарантирующих развитие всех прав этих народов и их полноту, может оказаться краёвость. Принцип национальный — переходный, непостоянный и зыбкий. Принцип краёвости, наоборот, постоянный, устойчивый, непреклонный. Отгородившись национальным эгоизмлм, народы наши никогда не дистигнут ни сосуществоания с ближними, до близких взаимоотношений».
13. ↑  София Абрамович привела такое своё размышление на страницах газеты «Gazeta Codzienna» (№ 56, 1940 г.): «Ни один националист <…> не может согласиться с Краёвостью, так как она требует, чтобы национальные идеи, которые по своей природе исходят из исключительности, подчинялись краевой идеи, которая противоречит исключительности и является воплощением сообщества. Соответственно она не нужна в национально однородном государстве и необходима в государстве многонациональном, которым в будущем и должно стать бывшее Великое Княжество Литовское, где все три нации будут чувствовать себя как в родном доме и пользоваться полным равенством прав подобно Бельгии или Швейцарии. Столицей такого государства должен стать Вильнюс, который наконец откажется от роли пешки, судьбу которой решает кто-то чужой в соответствии своим националистическим постулатам. Все бескомпромиссные устремления к политической и культурной гегемонии, то поляков, то литовцев, то белорусов, неизбежно разрушают это единство, так как в результате стремятся столкнуть другие нации к роли „меньшинства“, которым будут <…> позволять то или иное. Причем принципиально несущественно более или менее либеральным будет господство большинства, так как полностью разрушится уникальный характер этой государственности, которого требуют наши земли по причине этнической и культурного разнообразия». См : Смолянчук, А. Ф. Краевая идея … С. 395—396.